# اللغة السردينية
اللغة السردينية (sardu) هي الاسم الجماعي للأصناف اللغوية العامية المحكية في معظم جزيرة سردينيا إيطاليا. تعتبر الأكثر تحفظاً بين اللغات الرومانسية من حيث علم الأصوات و يلاحظ قوامها الباليوسرديني.